# Vicki Chalmers
Victoria „Vicki“ Chalmers (* 16. November 1989 in Edinburgh als Victoria Adams) ist eine schottische Curlerin. Momentan spielt sie auf der Position des Second im Team von Eve Muirhead.

## Karriere
Chalmers spielte schon als Juniorin im Team von Eve Muirhead und gewann mit ihr dreimal die Goldmedaille bei den Curling-Juniorenweltmeisterschaften (2008, 2009 und 2011). Bei der Winter-Universiade 2011 gewann sie im von Anna Sloan geskippten Team ebenfalls die Goldmedaille.
Mit dem Team Muirhead wurde sie 2011 Weltmeisterin und gewann 2017 die Bronzemedaille. Bei den Curling-Europameisterschaften 2011 und 2017 gewann sie die Goldmedaille; bei den dazwischenliegenden Europameisterschaften kam sie ebenfalls jedes Mal auf das Podium. 
2014 gewann sie mit Eve Muirhead, Anna Sloan (Third), Claire Hamilton (Lead) und Lauren Gray (Ersatz) die Bronzemedaille bei den Olympischen Winterspielen in Sotschi. 
Chalmers vertrat mit Muirhead, Sloan und Gray Großbritannien bei den Olympischen Winterspielen 2018. Mit einem dritten Platz nach der Round Robin zog sie in die Finalrunde ein, erlitt dort aber zwei Niederlagen gegen Schweden (Skip: Anna Hasselborg) im Halbfinale und gegen Japan (Skip: Satsuki Fujisawa) im Spiel um Platz drei und belegte schlussendlich den vierten Platz.
Sie spielt im Team Muirhead sehr erfolgreich auf der World Curling Tour und hat dort zahlreiche Wettbewerbe gewonnen.

## Privatleben
Ihre ältere Schwester Kay Adams ist ebenfalls Curlerin und nahm mit der schottischen Mannschaft an der Europameisterschaft 2011 teil. Seit 2018 ist sie verheiratet.